# Marciano Dasai
Marciano Dasai (18 oktober 1978) is een Surinaams wetenschapper, sporter, ondernemer en politicus. Hij is de oprichter van sportschool Bimo Athletcs, architectenbureau Sadewa, de ondernemersgroep Nogosari en doceert aan de Anton de Kom Universiteit van Suriname en is sinds 2 mei 2023 minister van Ruimtelijke Ordening en Milieu.

## Biografie
Marciano Dasai behaalde zijn master in architectuur aan de Universitas Gadjah Mada (UGM) in Yogyakarta, Indonesië, en slaagde hier later ook als Ph.D. Sinds 2013 doceert hij aan de Faculteit der Technologische Wetenschappen van de Anton de Kom Universiteit van Suriname. Daarnaast is hij sinds 2017 eigenaar van Sadewa Design & Engineering.
Tussen 2002 en 2009 kwam hij als bodybuilder uit voor de sportschool Muscle Camp.  Hij deed mee aan zowel nationale als internationale bodybuildingwedstrijden. Van 2016 tot 2021 was hij eigenaar van de sportschool Bimo Athletics. Tijdens de coronacrisis ontwikkelde hij sportapparaten zodat mensen thuis konden trainen. Ook jureert hij in bodybuilding.
In 2010 organiseerde hij met anderen die in Indonesië hebben gestudeerd een geldinzameling voor de slachtoffers van de uitbarsting van de vulkaan Merapi. Rond 2014 was hij ondervoorzitter van de Vereniging Herdenking Javaanse Immigratie (VHJI). In 2018 was hij een van de oprichters van Nogosari, een mastermindgroep van jonge ondernemers.
Hij is sinds 2 mei 2023 op voordracht van de VHP minister van Ruimtelijke Ordening en Milieu.
Tijdens de verkiezingen van 2025 werd hij op nummer 2 van de lijst van de VHP gekozen tot lid van De Nationale Assemblée.